# Interlochen
Interlochen è una città del Michigan, negli Stati Uniti, situata nella parte settentrionale della penisola meridionale dello Stato (Lower Peninsula, in inglese). La località è famosa soprattutto per il rinomato Interlochen Center for Arts.

## Storia
Prima dell'arrivo dei coloni europei, l'area compresa tra i laghi Wahbekaness e Wahbekanetta (oggi noti come Duck Lake e Green Lake) era abitata dalla tribù Odawa. A partire dal tardo diciannovesimo secolo, gli europei iniziarono a sviluppare nella zona l'industria del legname e della pesca. Il continuo disboscamento trovò una battuta d'arresto nel 1917, quando lo Stato del Michigan acquistò l'area boschiva rimanente e creò l'Interlochen State Park, il primo parco statale in Michigan. Nel 1928, la National High School Orchestra Camp fu fondata a Interlochen e diventò poi l'Interlochen Center for the Arts.